# Protonemura alcazaba
Protonemura alcazaba är en bäcksländeart som först beskrevs av Aubert 1954.  Protonemura alcazaba ingår i släktet Protonemura och familjen kryssbäcksländor. Inga underarter finns listade i Catalogue of Life.